# Nacho Ferri
Ignacio Ferri Julià (Montaverner, 5 oktober 2004), beter bekend als Nacho Ferri, is een Spaans voetballer die in het seizoen 2024/25 door Eintracht Frankfurt wordt uitgeleend aan KV Kortrijk.

## Clubcarrière
Ferri begon z'n jeugdopleiding bij UD Montaverner, een club uit zijn geboorteplaats Montaverner. In 2017 ruilde hij de jeugdopleiding van Ontinyent CF voor die van UD Alzira. De Spanjaard kon na verloop van tijd rekenen op interesse van onder andere Betis Sevilla, Levante UD, Valencia CF en Villarreal CF, maar zijn keuze viel op Eintracht Frankfurt. Na een jaar bij de jeugd maakte hij er in het seizoen 2022/23 zijn intrede bij het tweede elftal van de club, dat toen uitkwam in de Hessenliga. Met 26 goals in 33 competitiewedstrijden hielp hij de club aan promotie naar de Regionalliga Südwest. Ferri speelde dat seizoen ook nog wedstrijden voor het U19-elftal van Eintracht Frankfurt: niet alleen in de competitie, maar ook in de UEFA Youth League. Op 4 oktober 2022 scoorde hij het enige doelpunt in de 1-0-zege van Eintracht Frankfurt tegen Tottenham Hotspur. In november 2022 ondertekende de Spaanse tiener een profcontract tot 2025 bij Frankfurt.
In het seizoen 2023/24 haalde Ferri opnieuw dubbele cijfers qua goals bij de beloften: in de Regionalliga Südwest trof hij tienmaal raak in negentien competitiewedstrijden. De Spanjaard, die in augustus 2023 had bijgetekend tot 2026, speelde dat seizoen ook dertien officiële wedstrijden voor het eerste elftal van de club in alle competities. Z'n officiële debuut maakte hij op 24 september 2023 in de competitiewedstrijd tegen SC Freiburg (0-0-gelijkspel), waarin hij tien minuten voor tijd mocht invallen voor Farès Chaïbi. Bij z'n derde invalbeurt in de Bundesliga, op 4 november 2023 op bezoek bij 1. FC Union Berlin, legde hij op aangeven van Mario Götze de 0-3-eindscore vast. Ferri had op dat moment z'n Europees debuut al gemaakt: in de groepsfase van de Conference League had trainer Dino Toppmöller hem al kort laten invallen tegen PAOK Saloniki (2-1-nederlaag). Ferri kwam uiteindelijk in alle dertien zijn officiële wedstrijden als invaller het veld op: zesmaal in de competitie, viermaal in de Conference League en eenmaal in de DFB-Pokal.
In juni 2024 leende Eintracht Frankfurt de Spaanse tiener voor een seizoen uit aan de Belgische eersteklasser KV Kortrijk. Het contract van Ferri werd tezelfdertijd opengebroken tot 2028. Ferri was het grootste deel van het seizoen een vaste waarde bij KV Kortrijk. Hij scoorde zijn eerste doelpunt op 4 augustus 2024, tijdens zijn eerste basisplaats in de wedstrijd tegen Cercle Brugge. Kortrijk, dat uiteindelijk degradeerde, lichtte de aankoopoptie niet.

## Clubstatistieken
| Seizoen         | Club                   | Land               | Competitie           | Competitie | Competitie | Beker | Beker | Supercup | Supercup | Europees | Europees | Totaal | Totaal |
| Seizoen         | Club                   | Land               | Competitie           | Wed.       | Dlp.       | Wed.  | Dlp.  | Wed.     | Dlp.     | Wed.     | Dlp.     | Wed.   | Dlp.   |
| --------------- | ---------------------- | ------------------ | -------------------- | ---------- | ---------- | ----- | ----- | -------- | -------- | -------- | -------- | ------ | ------ |
| 2022/23         | Eintracht Frankfurt II | Vlag van Duitsland | Hessenliga           | 33         | 26         | —     | —     | —        | —        | —        | —        | 33     | 26     |
| 2023/24         | Eintracht Frankfurt II | Vlag van Duitsland | Regionalliga Südwest | 19         | 10         | —     | —     | —        | —        | —        | —        | 19     | 10     |
| 2023/24         | Eintracht Frankfurt    | Vlag van Duitsland | Bundesliga           | 8          | 1          | 1     | 0     | —        | —        | 4        | 0        | 13     | 1      |
| 2024/25         | → KV Kortrijk          | Vlag van België    | Eerste klasse A      | 32         | 8          | 2     | 0     | —        | —        | —        | —        | 34     | 8      |
| Carrière totaal | Carrière totaal        | Carrière totaal    | Carrière totaal      | 92         | 45         | 3     | 0     | 0        | 0        | 4        | 0        | 99     | 45     |

Bijgewerkt op 14 mei 2025.